# Vargasia; Boletín de la Sociedad de Ciencias Físicas y Naturales de Caracas
Vargasia; Boletín de la Sociedad de Ciencias Físicas y Naturales de Carácas (abreviado Vargasia) fue una revista con ilustraciones y descripciones botánicas editada en Venezuela. Se publicaron 7 números en los años 1868-70.